# Taça de Portugal 1957/58
Die Taça de Portugal 1957/58 war die 18. Austragung des portugiesischen Pokalwettbewerbs. Er wurde vom portugiesischen Fußballverband ausgetragen. Das Finale fand am 15. Juni 1958 im Estádio Nacional von Oeiras statt. Pokalsieger wurde der FC Porto, der sich im Finale gegen den Titelverteidiger Benfica Lissabon durchsetzte.
Bis zum Halbfinale wurden alle Begegnungen in Hin- und Rückspiel ausgetragen. Bei Gleichstand in den beiden Spielen gab es ein Entscheidungsspiel.

## Teilnehmende Teams
Vom afrikanischen Kontinent nahmen erstmals je ein Vertreter aus den ehemaligen Kolonialgebieten Mosambik und Angola teil.
| Primeira Divisão (14) | Distrikte (3)                                                                                 |
| --- | --------------------------------------------------------------------------------------------- |
| - Académica de Coimbra - FC Barreirense - GD da CUF Barreiro - Belenenses Lissabon - Benfica Lissabon - Sporting Braga - Caldas SC - Clube Oriental de Lisboa - Lusitano GC Évora - FC Porto - SC Salgueiros - Sporting Lissabon - SC União Torreense - Vitória Setúbal | - Marítimo Funchal (Madeira) - GD Lourenço Marques (Mosambik) - Ferroviário da Huíla (Angola) |

## Achtelfinale
Die Hinspiele fanden am 30. März 1958 statt, die Rückspiele am 6. April 1958.
|                      | Gesamt |                          | Hinspiel | Rückspiel |
| -------------------- | ------ | ------------------------ | -------- | --------- |
| GD da CUF Barreiro   | 2:3    | Vitória Setúbal          | 2:2      | 0:1       |
| Benfica Lissabon     | 3:1    | Belenenses Lissabon      | 1:0      | 2:1       |
| FC Porto             | 4:3    | Sporting Braga           | 3:0      | 1:3       |
| Lusitano GC Évora    | 3:6    | FC Barreirense           | 3:2      | 0:4       |
| Sporting Lissabon    | 2:1    | SC União Torreense       | 1:1      | 1:0       |
| Caldas SC            | 2:4    | SC Salgueiros            | 1:2      | 1:2       |
| Académica de Coimbra | 4:2    | Clube Oriental de Lisboa | 3:0      | 1:2       |

## Viertelfinale
Der Madeira-Meister stieg in dieser Runde ein. Die Hinspiele fanden am 20. April 1958 statt, die Rückspiele am 27. April 1958.
|                  | Gesamt |                      | Hinspiel | Rückspiel |
| ---------------- | ------ | -------------------- | -------- | --------- |
| Marítimo Funchal | 2:4    | FC Porto             | 1:3      | 1:1       |
| SC Salgueiros    | 0:4    | FC Barreirense       | 0:1      | 0:3       |
| Vitória Setúbal  | 1:3    | Sporting Lissabon    | 1:1      | 0:2       |
| Benfica Lissabon | 3:0    | Académica de Coimbra | 1:0      | 2:0       |

## Halbfinale (1)
Die Hinspiele fanden am 11. Mai 1958 statt, die Rückspiele am 18. Mai 1958.
|                   | Gesamt |                  | Hinspiel | Rückspiel |
| ----------------- | ------ | ---------------- | -------- | --------- |
| Sporting Lissabon | 2:5    | FC Porto         | 2:2      | 0:3       |
| FC Barreirense    | 1:3    | Benfica Lissabon | 1:0      | 0:3       |

## Halbfinale (2)
Die beiden Vertreter aus den Überseegebieten Angola und Angola Mosambik spielten gegen die Sieger des Halbfinales (1) um den Einzug ins Finale. Die Hinspiele fanden am 25. Mai 1958 statt, die Rückspiele am 31. Mai und 1. Juni 1958.
|                      | Gesamt |                  | Hinspiel | Rückspiel |
| -------------------- | ------ | ---------------- | -------- | --------- |
| Ferroviário da Huíla | 03:17  | Benfica Lissabon | 2:6      | 01:11     |
| GD Lourenço Marques  | 03:15  | FC Porto         | 2:6      | 1:9       |

## Finale
| Paarung          | FC Porto – Benfica Lissabon |
| Ergebnis         | 1:0 (0:0) |
| Datum            | 15. Juni 1958 |
| Stadion          | Estádio Nacional, Oeiras |
| Schiedsrichter   | Álvaro Rodrigues |
| Tore             | 1:0 Hernâni Silva (52.) |
| FC Porto         | Manuel Pinho – Virgílio Mendes , Miguel Arcanjo, António Barbosa, Ângelo Sarmento – Gastão Gonçalves, Osvaldo Silva, Hernâni Silva – Carlos Duarte, Fernando Perdigão, Albano Sarmento Cheftrainer: Otto Bumbel ( Brasilien) |
| Benfica Lissabon | José Bastos – Manuel Serra, Zézinho , Mário João, Francisco Calado, Leonel Pegado, Mário Coluna, Francisco Palmeiro – José Águas, José Maria, Manuel Azevedo Cheftrainer: Otto Glória ( Brasilien)                           |